# Eritromelalgia
L'eritromelalgia o Malattia di Mitchell, conosciuta anche come acromelalgia è una rara sindrome da vasodilatazione parossistica da aumento della temperatura cutanea con arrossamento dei piedi e, meno di frequente, delle mani. La malattia è stata descritta e denominata nel 1878 dal medico statunitense Silas Weir Mitchell.
Nel 2004 l'eritromelalgia è divenuto il primo disordine umano nel quale è stato possibile associare una mutazione a carico dei canali ionici con dolore neuropatico cronico.

## Eziologia
L'eritromelalgia primitiva (o eritermalgia) ha eziologia sconosciuta, mentre l'eritromelalgia secondaria si può avere in pazienti con disordini mieloproliferativi (in particolare la policitemia vera e la trombocitemia essenziale), ipertensione arteriosa, insufficienza venosa o diabete mellito. Insorge talvolta anche a seguito di avvelenamento da mercurio ed in alcuni disordini di tipo autoimmune.
Può rappresentare una reazione avversa al farmaco nell'utilizzo di Bromocriptina, farmaco utile nel trattamento della malattia idiopatica di Parkinson
L'eritromelalgia primaria è causata da una mutazione della subunità α del gene SCN9A dei canali del sodio ad alto voltaggio.

## Diagnosi
La diagnosi rimane comunque abbastanza difficoltosa e si basa sull'associazione tra l'aumento della temperatura ed i segni clinici.

## Terapia e prevenzione
Gli attacchi possono essere prevenuti o trattati con il riposo del paziente a cui devono essere sollevate le gambe ed applicati impacchi di acqua fredda. Il ricorso al gabapentin può essere di utilità.